# Fabrizio Coppola
Fabrizio Coppola (Milano, 19 maggio 1974) è un cantautore italiano.

## Biografia
Fabrizio Coppola nasce in una famiglia di origini salernitane e il padre, professore d'orchestra alla Scala di Milano, gli trasmette la passione per la musica.
Dopo le prime esibizioni nella sua città, nel 2003 il primo album, La superficie delle cose, in coproduzione artistica con David Lenci. Viene apprezzato dalla critica per la sua immediatezza dei suoni e per i testi impegnati e mai banali. Secondo roccia, le 9 canzoni di questo disco vanno a costituire un’opera quantomai ‘coraggiosa’, che trasuda rock‘n’roll come poche e sa essere straordinariamente ‘vera’.
L'esordio viene seguito due anni dopo da Una vita nuova, con la produzione artistica di Simone Chivilò (già produttore e collaboratore di Massimo Bubola). 
In entrambi gli album unisce sonorità che guardano al rock d'oltreoceano e testi personali e ispirati, accolti da recensioni molto positive degli addetti ai lavori.
Nel 2006 ha pubblicato un EP dal vivo, dal titolo Live alla Casa 139, registrato presso l'omonimo locale milanese ed offerto in free download sul suo sito.
Nel 2007 Claudio Rocchi include la canzone La superficie delle cose di Coppola nel suo album Pedra Mendalza (colonna sonora dell'omonimo film), nello stesso anno effettua il tour acustico Aspetto la bellezza, con più di quaranta date in tutta Italia, in cui si accompagna solo con la chitarra ed il pianoforte.
Nel 2008 la sua canzone La città che muore è stata inserita nella compilation "D-day" musica per gentili ascoltatori (ideificio/gYp/Casamedusa).
Sempre nel 2008 partecipa ad alcuni festival rock tra cui la prima edizione di Neverland a Calusco d'Adda, in compagnia di Amour Fou, Il Teatro degli Orrori, Morgan e Marlene Kuntz.
Il 14 marzo del 2009 esce l'Ep La stupidità (Atelier Sonique) prodotto con Simone Chivilò. 
Contiene 4 brani inediti tra cui la titletrack. Della stessa è stato girato un video clip, ad opera di Angelo Camba (già al lavoro con Il Teatro degli Orrori, Dente, Cinemavolta), dedicato alla memoria di Abdul Salam Guibre, detto Abba, ucciso a sprangate a Milano per il furto di un pacco di biscotti.
Tra il 2010 ed il 2011 partecipa alla campagna elettorale per l'elezione del Sindaco di Milano in favore del candidato del centrosinistra Giuliano Pisapia. Ha concesso l'utilizzo del suo brano Respirare Lavorare durante la campagna elettorale.
Nel 2011 dà vita ad un nuovo gruppo di cui è leader e compositore dei brani: The Junkyards. L'esordio Last Light on Earth viene pubblicato l'8 aprile 2011, in questo lavoro esprime la sua passione per la musica alternative folk e country statunitense e per la prima volta compone e canta i testi in lingua inglese.
Nel settembre del 2011 pubblica un nuovo album, Waterloo, per la Via Audio distr. Venus.
Nel 2013 pubblica Katana, il suo primo romanzo (autopubblicazione).
Nel 2020 debutta come autore e conduttore radiofonico su Radio Popolare con Giocare col fuoco, contenitore di musica e letteratura in onda ogni domenica dalle 14:30 alle 15:30 e giunto ormai alla quarta stagione.
Nel 2023, dopo oltre dieci anni di silenzio, pubblica Heartland (La Distesa). Il disco, prodotto con Giuliano Dottori e pubblicato insieme a un libro che raccoglie racconti e poesie, viene accolto molto bene dalla stampa specializzata, diversi giornalisti lo includono tra le migliori uscite italiane dell'anno. "Canzoni che con le loro storie (personali e universali) vanno al cuore delle relazioni, anche con se stessi, avendo il riguardo di cesellare i testi con parole accurate e degne della nostra tradizione cantautorale. "Heartland" è un album di cantautorato rock che predilige la ballata per descrivere il tormento di una vita che ti sbatte su e giù."
"Dopo Waterloo, che è uscito nel 2011, mi sono preso una lunga pausa. Un po’ per scelta, un po’ per motivi personali. Ma non ho mai smesso di scrivere, accumulando una quantità di provini in cui ho cominciato ad approcciare il suono e gli arrangiamenti in maniera più libera. Batterie elettroniche, sintetizzatori, nuove strade. Quando poi i tempi si sono rivelati maturi, dopo che avevo già coinvolto Giuliano Dottori nei miei spettacoli in cui metto insieme musica e letteratura (uno su Nick Cave, l’altro su Raymond Carver e Springsteen), le cose sono accadute in modo molto naturale. Gli ho fatto sentire un po’ di provini e lui mi ha spinto a fare questo passo. Quando finalmente mi sono deciso, gli ho inviato tutto il materiale accumulato negli anni, gli ho raccontato il suono che avevo in mente e siamo partiti."

## Discografia

### Album in studio
- 2003 – La superficie delle cose (Novunque/Self distr.)
- 2005 – Una vita nuova (Novunque/Self distr.)
- 2011 – Last Light On Earth, The Junkyards (autoprodotto)
- 2011 – Waterloo (Via Audio/Venus)
- 2023 – Heartland (La Distesa)

### EP
- 2006 – Live alla Casa 139 (autoprodotto)
- 2009 – La stupidità (Atelier Sonique/M.A.9 Promotion)